# 張仕波
張仕波（ちょう しは、1952年2月 - ）は中華人民共和国の軍人。

## 経歴
中国人民解放軍上将、中国共産党党員、山東大学卒業。
1970年入隊、排長（小隊長）、連長（中隊長）、参謀、副処長、処長，団長、師（師団）参謀長、師長，第六十七集団軍参謀長、第二十集団軍副軍長、済南軍区副参謀長、第二十集団軍軍長等を歴任。
2007年12月、人民解放軍駐香港部隊司令員。
2012年10月、北京軍区司令員。
2014年12月、国防大学校長
2015年7月、上将に昇格。